# Volker Renzelmann
Volker Renzelmann (* 5. März 1965) ist ein deutscher Badmintonspieler.

## Karriere
Volker Renzelmann wurde 1990 deutscher Meister im Herreneinzel. 1992 gewann er dreimal Silber bei den Welthochschulmeisterschaften. Weitere Medaillen erkämpfte er sich im Nachwuchsbereich, bei deutschen Meisterschaften, Hochschulmeisterschaften und westdeutschen Meisterschaften.
Nach seiner aktiven Karriere übernahm er 1997 den Trainerposten beim TV Refrath.

## Schriften
- Leistungsdiagnostik im Badminton. Auswirkungen einer ausdauerbetonten Trainingsphase auf einen badmintonspezifischen Feldtest in Kombination mit einer Laufbandergometrie. Diplomarbeit, Deutsche Sporthochschule Köln 1997[1]

## Sportliche Erfolge
| Saison    | Veranstaltung                        | Disziplin          | Platz | Name                                                                      |
| --------- | ------------------------------------ | ------------------ | ----- | ------------------------------------------------------------------------- |
| 1979/1980 | Deutsche Einzelmeisterschaft U16     | Herreneinzel       | 2     | Volker Renzelmann (Post SV Bremen)                                        |
| 1980/1981 | Deutsche Einzelmeisterschaft U16     | Herreneinzel       | 1     | Volker Renzelmann (Post SV Bremerhaven)                                   |
| 1980/1981 | Deutsche Einzelmeisterschaft U16     | Mixed              | 1     | Volker Renzelmann / Sonja Krüger (Post SV Bremerhaven / Post SV Würzburg) |
| 1980/1981 | Deutsche Einzelmeisterschaft U18     | Herrendoppel       | 2     | Volker Renzelmann (Post SV Bremen) / Uwe Scherpen (FC Langenfeld)         |
| 1981/1982 | Deutsche Einzelmeisterschaft U18     | Herreneinzel       | 2     | Volker Renzelmann (VfL Wolfsburg)                                         |
| 1982/1983 | Niedersächsische Einzelmeisterschaft | Mixed              | 1     | Volker Renzelmann / Cathrin Hoppe (VfL Wolfsburg)                         |
| 1982/1983 | Niedersächsische Einzelmeisterschaft | Herreneinzel       | 1     | Volker Renzelmann (VfL Wolfsburg)                                         |
| 1982/1983 | Deutsche Einzelmeisterschaft U18     | Mixed              | 2     | Volker Renzelmann (VfL Wolfsburg) / Katrin Schmidt (1. PBC Neustadt)      |
| 1982/1983 | Deutsche Einzelmeisterschaft U18     | Herreneinzel       | 2     | Volker Renzelmann (VfL Wolfsburg)                                         |
| 1983/1984 | Deutsche Einzelmeisterschaft         | Mixed              | 2     | Volker Renzelmann (VfL Wolfsburg) / Cathrin Hoppe (VfL Wolfsburg)         |
| 1983/1984 | Deutsche Einzelmeisterschaft U22     | Mixed              | 2     | Volker Renzelmann (VfL Wolfsburg) / Cathrin Hoppe (VfL Wolfsburg)         |
| 1983/1984 | Niedersächsische Einzelmeisterschaft | Herreneinzel       | 1     | Volker Renzelmann (VfL Wolfsburg)                                         |
| 1983/1984 | Niedersächsische Einzelmeisterschaft | Herrendoppel       | 1     | Volker Renzelmann / Eckhoff (VfL Wolfsburg)                               |
| 1984/1985 | Deutsche Einzelmeisterschaft         | Herreneinzel       | 3     | Volker Renzelmann (VfL Wolfsburg)                                         |
| 1984/1985 | Deutsche Einzelmeisterschaft U22     | Mixed              | 1     | Volker Renzelmann / Cathrin Hoppe (VfL Wolfsburg)                         |
| 1984/1985 | Deutsche Einzelmeisterschaft U22     | Herreneinzel       | 3     | Volker Renzelmann                                                         |
| 1985/1986 | Deutsche Einzelmeisterschaft         | Mixed              | 2     | Volker Renzelmann (PSV Bremerhaven) / Cathrin Hoppe (TV Mainz-Zahlbach)   |
| 1987/1988 | Deutsche Einzelmeisterschaft         | Herreneinzel       | 3     | Volker Renzelmann (1. DBC Bonn)                                           |
| 1988/1989 | Deutsche Einzelmeisterschaft         | Herreneinzel       | 2     | Volker Renzelmann (1. DBC Bonn)                                           |
| 1989/1990 | Deutsche Einzelmeisterschaft         | Herreneinzel       | 1     | Volker Renzelmann (TTC Brauweiler 1948)                                   |
| 1989/1990 | Deutsche Einzelmeisterschaft         | Herrendoppel       | 3     | Harald Klauer / Volker Renzelmann (SSV Heiligenwald / TTC Brauweiler)     |
| 1989/1990 | Westdeutsche Einzelmeisterschaft     | Herreneinzel       | 1     | Volker Renzelmann (TTC Brauweiler 1948)                                   |
| 1990/1991 | Westdeutsche Einzelmeisterschaft     | Herrendoppel       | 1     | Volker Renzelmann / Detlef Poste (TTC Brauweiler 1948)                    |
| 1991/1992 | Deutsche Hochschulmeisterschaften    | Herreneinzel       | 1     | Volker Renzelmann (DSHS Köln)                                             |
| 1991/1992 | Westdeutsche Einzelmeisterschaft     | Herrendoppel       | 1     | Volker Renzelmann / Detlef Poste (TTC Brauweiler 1948)                    |
| 1992      | Weltmeisterschaften der Studenten    | Mixed              | 2     | Volker Renzelmann / Anne-Katrin Seid                                      |
| 1992      | Weltmeisterschaften der Studenten    | Herreneinzel       | 3     | Volker Renzelmann                                                         |
| 1992      | Weltmeisterschaften der Studenten    | Herrendoppel       | 3     | Volker Renzelmann / Detlef Poste                                          |
| 1992      | La Chaux-de-Fonds International      | Herrendoppel       | 1     | Detlef Poste / Volker Renzelmann                                          |
| 1992/1993 | Deutsche Hochschulmeisterschaften    | Herrendoppel       | 1     | Volker Renzelmann / Martin Luhnen (DSHS Köln)                             |
| 1992/1993 | Deutsche Einzelmeisterschaft         | Herreneinzel       | 2     | Volker Renzelmann (FC Bayer 05 Uerdingen)                                 |
| 1993/1994 | Deutsche Hochschulmeisterschaften    | Herrendoppel       | 1     | Volker Renzelmann / Martin Luhnen (DSHS Köln)                             |
| 1994/1995 | Deutsche Einzelmeisterschaft         | Herreneinzel       | 3     | Volker Renzelmann (SC Bayer 05 Uerdingen)                                 |
| 2022/2023 | Deutsche Meisterschaften             | Herrendoppel (O55) | 1     | Volker Renzelmann (DSHS Köln)                                             |